# Geraldine Chacón
Geraldine Patricia Chacón Villarroel (Caracas, Venezuela, 25 de diciembre de 1993) es una abogada, defensora de derechos humanos y estudiante de Estudios Liberales de la Universidad Metropolitana en Caracas. Chacón fue declarada presa de conciencia por Amnistía Internacional el 26 de abril de 2018. 
Chacón es directora de uno de los programas que imparte la Fundación Embajadores Comunitarios (FEC), una ONG fundada y dirigida por estudiantes universitarios, que implementa programas de empoderamiento a jóvenes de comunidades vulnerables de Caracas.

## Arresto
Fue detenida por el Servicio Bolivariano de Inteligencia Nacional (SEBIN) en un allanamiento practicado en su residencia en horas de la madrugada, sin órdenes judiciales y bajo engaño. Estuvo detenida en el SEBIN de El Helicoide. El 2 de abril de 2018 en horas de la tarde, un tribunal venezolano emitió una boleta de excarcelación para Geraldine Chacón; sin embargo, su privación de libertad se mantuvo por dos meses más. Durante el Motín en El Helicoide se declaro en huelga de hambre junto a otras 17 mujeres detenidas, para exigir el respeto a sus derechos humanos.
Los funcionarios en las instalaciones del SEBIN, tanto en la sede administrativa como en el centro de detención, han declarado que “no tienen órdenes para acatar” la boleta de excarcelación de Geraldine Chacón. Los oficiales del SEBIN dijeron a familiares y abogados que desconocían la ubicación de su orden de liberación, o que el sistema ha estado inactivo desde principios de abril.
Desde el primer día de su detención a Chacón, se le ha prohibido las visitas. La familia de Geraldine en reiteradas oportunidades ha denunciado la negación de visitas y la falta de acceso a luz solar. En tres meses de detención arbitraria de su hija, Natividad Villaroel ha introducido documentos ante la Fiscalía General de la República, Defensoría del Pueblo, Vicepresidencia de la República, Ministerio de Interiores, Justicia y Paz; en los tribunales 31 y 40, así como ante el propio (SEBIN) para exigir la garantía de los derechos humanos de Geraldine y su familia. Geraldine Chacón fue liberada el 1 de junio de 2018 como resultado de un acuerdo con la Asamblea Nacional Constituyente.